# نارلی (چاتاک)
نارلی (به ترکی استانبولی: Narlı، به ارمنی: Գլեսոր) یک منطقهٔ مسکونی در ترکیه است که در چاتاک واقع شده‌است.